# Coca-Cola Beverages Philippines
Coca-Cola Beverages Philippines, anciennement connue comme la  Coca-Cola FEMSA Philippines, est un embouteilleur de Coca-Cola et de boissons non alcoolisées aux Philippines fondé en 1981 par la brasserie San Miguel Brewery. Après une longue séries d'acquisitions et de, coentreprises, c'est depuis décembre 2018 une filiale à 100 % de la Coca-Cola Company.

## Historique
En 1927, la brasserie San Miguel Brewery devient le premier embouteilleur international de Coca-Cola.
En 1981, San Miguel externalise sa production de boissons non-alcoolisés dans une société nommée Coca-Cola Bottlers Philippines, Inc. (CCBPI) détenue à 70 % par San Miguel et 30% par la Coca-Cola Company.
Le 12 juin 1997, San Miguel échange sa participation de 70% dans Coca-Cola Bottlers Philippine (CCBPI) contre 25 % de l'entreprise australienne Coca-Cola Amatil. À la suite de cette acquisition, la Coca-Cola Company qui détenait 40 % de Coca-Cola Amatil descend à 33 %. La transaction est estimée à 27, milliards d'USD.
Le 6 février 1998, Coca-Cola Amatil scinde ses activités asiatiques et européennes. La division européenne est nommée Coca-Cola Beverages et regroupe les activités en Autriche, en Suisse, dans tous les anciens pays d'Europe de l'Est et de l'Union soviétique. La participation de San Miguel dans Amatil chute en conséquence à 22 % et revend ses parts dans Coca-Cola Beverages. Cette entreprise européenne est rachetée en août 2000 par l'embouteilleur grec Hellenic Bottling Company pour devenir la Coca-Cola Hellenic Bottling Company S.A.. 
Le 6 février 2001, San Miguel Corporation et la Coca-Cola Company achètent la Coca-Cola Bottlers Philippine à Amatil pour 2,25 milliards d'USD avec la répartition 65 % pour San Miguel et 35 % pour Coca-Cola. Une conséquence est le rachat par Amatil de ses parts détenues par San Miguel en juillet 2001. Fin 2001, San Miguel vend sa division Philippine Beverage Partners comprenant ses marques d'eau Viva! et  Wilkins et de jus de fruit Eight O’ Clock à Coca-Cola Bottlers Philippine.
Le 22 janvier 2002, San Miguel finalise l'acquisition pour 14 milliards de pesos (282 millions d'USD) de 83 % de son concurrent philippin Cosmos Bottling Corporation, spécialisé dans les boissons à bas prix et second du marché,. Elle fusionne ensuite les activités de Cosmos et Coca-Cola Bottlers Philippines contrôlant ainsi plus de 90% du marché des boissons non-alcoolisées du pays.
En février 2007, la Coca-Cola Company achètent les 65 % détenus par San Miguel dans Coca-Cola Bottlers Philippines pour 590 millions d'USD, devenant le seul actionnaire.
En septembre 2010, la Coca-Cola Company annonce un plan d’investissements d'un milliard d'USD aux Philippines sur cinq ans. Cet investissement prévoit la construction d'une usine géante au Misamis oriental pour janvier 2012.
Le 14 décembre 2012, la Coca-Cola Company vend 51 % de CCBPI à la société mexicaine Coca-Cola FEMSA. L'achat en numéraire pour 1,35 milliard d'USD est finalisé le 25 janvier 2013 et Femsa possède une option pour acheter les 49 % restants durant une période de 7 ans ou de revendre ses 51 % à Coca-Cola Company sous 6 ans.
Le 17 août 2018, la Coca-Cola Company rachète les 51 % de CCBPI au travers de son fonds Bottling Investments Group,,. En décembre 2018, Coca-Cola FEMSA exerce son option de vente et le Bottling Investments Group finalise son acquisition de CCBPI, filiale qu'elle renomme Coca-Cola Beverages Philippines, indiquant son souhait de produire et vendre tous types de boissons.
Le 27 août 2020, la Coca-Cola Company annonce un nouveau plan d’investissements de 1,1 milliard de pesos (22 millions d'USD) aux Philippines.